# Caio Júlio Julo (tribuno consular em 408 a.C.)
Caio Júlio Julo (em latim: Caius Iulius Iullus) foi um político da gente Júlia nos primeiros anos da República Romana eleito tribuno consular por duas vezes, em 408 e 405 a.C..

## Primeiro tribunato (408 a.C.)
Em 408 a.C., foi eleito tribuno consular com Caio Servílio Estruto Aala e Públio Cornélio Cosso.
Os équos e os volscos, depois de guarnecerem a cidade de Verrugine e arrasar o território à volta, enviaram um exército para combater os romanos até Anzio (em latim: Antium), a mais ativa cidade na organização da campanha.
Depois de longas discussões, com pareceres contrários de Caio Júlio e Públio Cornélio, finalmente Roma chegou à conclusão de que seria necessário nomear um ditador para combater Anzio. Assim, Caio Servílio nomeou ditador Públio Cornélio Rutilo Cosso que, por sua vez, nomeou o próprio Caio Servílio como mestre da cavalaria (magister equitum). O exército romano derrotou facilmente o exército inimigo.
O exército romano derrotou facilmente o inimigo.
| “ | Não foi uma guerra memorável: em uma única e fácil batalha, os inimigos foram derrotados perto de Anzio. O exército vencedor devastou o território dos volscos e capturou uma fortaleza situada perto do lago Fucino, onde foram capturados 3 000 inimigos, enquanto os volscos sobreviventes, incapazes de defender seu território, se refugiaram no interior de suas muralhas. | ” |
|   | — Lívio, Ab Urbe Condita IV, 4, 56.. |   |

## Primeiro tribunato (405 a.C.)
Foi eleito novamente em 405 a.C., desta vez com Tito Quíncio Capitolino Barbato, Aulo Mânlio Vulsão Capitolino, Lúcio Fúrio Medulino, Quinto Quíncio Cincinato e Mânio Emílio Mamercino.
Roma levou a guerra até Veios, cercando a cidade, que não conseguiu obter o apoio das demais cidades etruscas em sua guerra contra Roma.
| “ | No início do cerco, os etruscas realizaram assembleias lotadas perto do Templo de Voltumna, mas não conseguiram decidir se todos os etruscos deveriam entrar na guerra em favor dos veios. | ” |
|   | — Lívio, Ab Urbe condita IV, 4, 61.. |   |

## Anos finais
Em 393 a.C., Caio Júlio foi eleito censor com Lúcio Papírio Cursor (tribuno consular em 387 a.C.) , mas morreu no ano seguinte por causa de uma epidemia e foi substituído por Marco Cornélio Maluginense.